# Мудрецов, Валентин Фёдорович
Валентин Фёдорович Мудрецов (1922—2008) — советский лётчик-ас истребительной авиации в Великой Отечественной войне, Герой Советского Союза (1946). Полковник запаса (15.04.1975).

## Биография
Валентин Мудрецов родился 21 января 1922 года в Москве. После окончания школы фабрично-заводского ученичества работал токарем на заводе. Занимался в аэроклубе. В 1941 году Мудрецов был призван на службу в Рабоче-крестьянскую Красную Армию. В 1943 году он окончил Борисоглебскую военную авиационную школу пилотов. С мая того же года — на фронтах Великой Отечественной войны.
К марту 1945 года гвардии старший лейтенант Валентин Мудрецов был заместителем командира эскадрильи 178-го гвардейского истребительного авиаполка 14-й гвардейской истребительной авиадивизии 3-го гвардейского истребительного авиационного корпуса 5-й воздушной армии 2-го Украинского фронта. К тому времени он совершил 291 боевой вылет, принял участие в 65 воздушных боях, сбив 17 вражеских самолётов лично и ещё 1 — в составе группы.
Указом Президиума Верховного Совета СССР от 15 мая 1946 года за «образцовое выполнение боевых заданий командования на фронте борьбы с немецкими захватчиками и проявленные при этом мужество и героизм» гвардии старший лейтенант Валентин Мудрецов был удостоен высокого звания Героя Советского Союза с вручением ордена Ленина и медали «Золотая Звезда» за номером 6901.
После окончания войны Мудрецов продолжил службу в Советской Армии. В 1955 году он окончил Центральные лётно-тактические курсы. В 1960 году в звании подполковника Мудрецов был уволен в запас. Проживал и работал в Москве. Умер 29 июля 2008 года, похоронен на Даниловском кладбище Москвы (28 участок).

## Награды
Был также награждён двумя орденами Красного Знамени, орденами Александра Невского и Отечественной войны 1-й степени, двумя орденами Красной Звезды, рядом медалей.